# Petra Maria Grühn
Petra Maria Grühn (* 18. November 1950 in Darmstadt) ist eine deutsche Schauspielerin, Theaterregisseurin und Theaterleiterin.

## Leben
Nach dem Abitur erhielt sie ihre schauspielerische Ausbildung 1970 bis 1973 an der Otto-Falckenberg-Schule in München. Sie gab ihr Debüt 1972 als Trixi in Ludwigs Mann, oh Mann am Theater der Jugend. 1973 trat sie bei den Luisenburg-Festspielen in Wunsiedel als Phöbe in Wie es euch gefällt auf. 1973/74 spielte sie am Staatstheater Stuttgart und an der Komödie im Marquardt, 1974/75 an den Städtischen Bühnen Freiburg im Breisgau. 1975/76 wirkte sie an den Münchner Kammerspielen, wo sie Ilse in Frühlings Erwachen und Charlotte in Die neuen Leiden des jungen W. darstellte. Als Polly in Die Dreigroschenoper war sie 1978/79 am Schauspielhaus Bochum zu sehen.
Sie wirkte in den Kinofilmen Die Frau gegenüber, Rheingold und Die letzte Runde  sowie in über 40 Fernsehfilmproduktionen mit und schrieb auch Drehbücher. 1987 ging sie nach Frankreich und gründete dort 1992 die „Compagnie Antéros“. Grühn widmete sich von nun an ganz der Regiearbeit und inszenierte unter anderem Macbeth von Shakespeare, Der tropische Baum von Yukio Mishima und Die Marquise von Arcis von Carl Sternheim. 1985 war sie Gründungsmitglied des Münchner Teamtheaters, das sie 1994 übernahm.

## Filmografie
- 1972: Robbi, Tobbi und das Fliewatüüt
- 1972: Olifant
- 1973: Scheibenschießen
- 1975: Die Maus
- 1977: Eine Jugendliebe
- 1978: Rheingold
- 1978: Die Frau gegenüber
- 1981: Die Heimsuchung des Assistenten Jung
- 1982: Die Komplizen
- 1983: Die Matrosen von Kronstadt
- 1983: Die letzte Runde
- 1984: Gespenstergeschichten (Serie; Episode: Die Verschwörung)
- 1988: Der schwarze Obelisk
- 1988: Programmiert auf Mord (Reihe Tatort)
- 1990: Der neue Mann
- 1990: Ein anderer Liebhaber
- 1991: Helens Geheimnisse (Serie Ein Fall für zwei)
- 1992: Eine Sache unter Freunden (Serie SOKO 5113)